# سندرم مؤمن راستین
سندرم مؤمن راستین (به انگلیسی: True-believer syndrome) اصطلاحی است که م. لامر کین برای توصیف یک اختلال شناختی مبنی بر باور داشتن به یک پدیده فراطبیعی با وجود اثبات دروغین بودن آن، ابداع کرد و در کتاب خود، مافیای روانی در سال ۱۹۷۶ به کار برد و آن را عامل اصلی موفقیت بسیاری از واسطه‌های روحی دانست.

## نمونه‌ها

### رائول
کین در کتاب خود، مافیای روانی ماجرای رائول، یک واسطه روحی را شرح می‌دهد که حتی پس از اینکه خودش آشکارا اعتراف کرد دروغین بوده‌است، مردمِ بسیاری او را باور داشته و فکر می‌کردند ادعاهایش واقعی بوده‌است. کین می‌نویسد «من می‌دانستم که واداشتن مردم به باور یک دروغ چقدر آسان است اما فکرش را نمی‌کردم که همان مردم وقتی با دروغ بودن ماجرا روبرو شوند باز هم دروغ را بر حقیقت ترجیح می‌دهند… هیچ مقدار منطق برای غلبه بر ایمانی که از روی قصد بر اساس دروغ ساخته شده‌است کافی نیست.»

### کارلوس
نمونه‌ای دیگر که در واژه‌نامه شک‌گرا آمده‌، مربوط به سال ۱۹۸۸ است. در این سال جیمز رندی به درخواست یک برنامه خبری استرالیایی، برنامه‌ای را اجرا کرد و از مجری برنامه، خوزه آلوارز خواست که وانمود کند جیمز رندی یک روح دو هزار ساله به نام کارلوس را احضار کرده‌ است. حتی پس از اینکه فاش شد این شخصیت خیالی ساخته و پرداختهٔ رندی و آلوارز بوده‌ است، مردم بسیاری معتقد بودند کارلوس یک شخصیت واقعی است.
رندی دربارهٔ این موضوع گفته‌ است: «هیچ مقدار مدارک و شواهد، هرچقدر هم که زیاد و قوی باشند، برای متقاعد کردن یک مؤمن راستین کافی نیست.»

## واژه‌نامه
1. ↑  M. Lamar Keene
2. ↑  cognitive disorder